# Josep Maria Ventura i Ferrero
Josep Maria Ventura i Ferrero (Barcelona, 1941) és un farmacèutic i empresari català. Es llicencià (1964) i doctorà en farmàcia a la Universitat de Barcelona i durant un temps fou professor de bioquímica a la Facultat de Farmàcia.
És membre de l'Associació Catalana de Ciències de l'Alimentació, de la Societat Espanyola de Microbiologia, de la Societat Espanyola de Nutrició, i President de la Reial Acadèmia de Farmàcia de Catalunya. El 1991 rebé el premi del Col·legi de Farmacèutics de Barcelona.

## Obres
- Les fórmules làcties en l'alimentació del nodrissó (1997)
- El cacau, aliment dels déus? (2003) publicats per la Reial Acadèmia de Farmàcia de Catalunya